# Daicon III e Daicon IV Opening Animation
Daicon III Opening Animation e Daicon IV Opening Animation, più comunemente noti come Daicon III e Daicon IV, sono due cortometraggi anime prodotti rispettivamente nel 1981 e nel 1983 per le omonime convention di fantascienza del Nihon SF Taikai. Furono realizzati dal collettivo Daicon Film, un gruppo di animatori all'epoca studenti universitari e alle prime armi, comprendente Toshio Okada, Yasuhiro Takeda, Hideaki Anno, Hiroyuki Yamaga e Takami Akai, che poco dopo si sarebbe associato nello studio Gainax.
I corti divennero subito celebri, sia per la loro qualità di animazione, giudicata insolitamente alta per dei prodotti amatoriali, sia per la presenza di elementi propri delle culture otaku e pop occidentale. I creatori non si curarono di assicurarsi i diritti per le citazioni e gli omaggi presenti, e, da questo controverso stato giuridico, i filmati incontrarono delle resistenze che non ne permisero la distribuzione ufficiale.
Per via dell'influenza che ebbero nella nascita dello studio di animazione Gainax e della loro qualità pioneristica Daicon III e Daicon IV Opening Animation sono considerate delle opere di culto e delle produzioni fondamentali nel panorama dell'animazione giapponese. Nel 2001 la rivista Animage le collocò, sotto il titolo unificante Daicon, al trentacinquesimo posto della classifica dei migliori cento anime di tutti i tempi.

## Trama

### Daicon III Opening Animation
Un jet VTOL della Pattuglia Scientifica di Ultraman atterra in uno spiazzo erboso di una foresta; una ragazzina, di ritorno da scuola con il suo zainetto (randoseru), lo osserva incuriosita, nascosta dietro un albero. Dal velivolo discendono due membri del corpo speciale che avvicinano la bambina porgendole un bicchiere d'acqua e pregandola di consegnarlo a Daicon. Ella accetta la missione, ma, non appena incamminatasi, si imbatte in un Punk Dragon che le blocca la strada con il suo mecha. La macchina, tuttavia, si ribella e, dopo aver ucciso con un missile il suo padrone, ingaggia un duello contro la ragazza. La bambina riesce ad avere la meglio, mostrando una forza fisica fuori dall'ordinario. Nel frattempo Gomora emerge da sottoterra e tenta di afferrarla; la bambina, sfruttando un razzo ausiliario nascosto nello zaino, fugge in volo. Il mecha la insegue e la colpisce a mezz'aria con un missile, facendole perdere i sensi. Mentre precipita nel vuoto la bambina lascia la presa del bicchiere. Poco prima di schiantarsi al suolo però si ricorda del compito affidatole dalla Pattuglia Scientifica: riacquista conoscenza, afferra il recipiente e, riattivato il propulsore dello zaino, si mette in salvo in una città deserta.
Il robot la raggiunge e le lancia contro una nuova batteria di missili; lei ne ferma uno a mani nude e lo scaglia contro di lui, facendolo esplodere. Seppur ormai ridotto in un cumulo di rottami, il mecha lancia un razzo segnalatore che, scoppiando, produce il logo della manifestazione e chiama in tal modo a raccolta Ideon, Godzilla, King Ghidorah e Gamera. Di fronte ai nemici la ragazza cerca di fuggire in aria; il suo tentativo però si rivela vano, poiché i cieli sono solcati da uno star destroyer, un TIE e dalle astronavi marziane del film La guerra dei mondi. Vedendosi circondata, estrae dalla cartella un righello di bambù, che si trasforma in una spada laser con cui taglia a metà un Baltan di Ultraman, e lancia una serie di piccoli missili dal suo randoseru, annientando un Maser Tank della serie Godzilla, la nave da guerra sottomarina Atragon, la Yamato, l'USS Enterprise, un X-wing e Daimajin. Riesce dunque a farsi strada e a giungere in un deserto, dove trova per metà sepolto un daikon raggrinzito. Lo annaffia con l'acqua del bicchiere ed esso diventa un'enorme nave spaziale, chiamata Daicon. La giovane viene condotta a bordo da un raggio di luce e, vestita di un'uniforme navale e con Toshio Okada e Yasuhiro Takeda al posto di comando, parte per i confini lontani dell'universo.

### Daicon IV Opening Animation
La ragazzina protagonista del primo episodio è cresciuta e, indossando un costume da coniglietta di Playboy, combatte con le sue abilità da guerriera contro i nemici del cosmo. Affronta tutta una serie di nemici del media franchise di Ultraman: batte Astron, Jamira, Zarab Seijin, King Joe, Seabonzu, Twin Tail, Gesura, Dada e Saturn, sbaraglia un'orda di Metron Seijin e schiva Gyango, Red King, Baltan Seijin, Takkong, Pole Seijin, Z-Ton, Mephilus Seijin e Seagoras; evita un RX-78 Gundam e sfida in un duello di spade laser Dart Fener, assistito da un manipolo di stormtrooper; sulla cima di una scogliera sconfigge uno xenomorfo dalle gambe artificiali (che brandisce il Discovery One a mo' di arma) e Dynaman. La spada Stormbringer appare solcando il cielo, e la ragazza ci salta sopra e la cavalca come una tavola da surf.
Planando su di essa, la giovane incontra una formazione di Ultra Hawk 1 dell'universo narrativo di Ultraman e deflagra la Yamato, l'Arcadia di Capitan Harlock e una SDF-1 in tandem con un esplosivo VF-1 Valkyrie armato con una sciabola a raggi, simile a quella di Gundam. Dopo aver preso parte a una nuova battaglia aerea in una caffetteria otaku la giovane vola tra Capitan America, Robin, Batman, l'Uomo Ragno, Superman e Wonder Woman. Numerosi velivoli spaziali e personaggi fantastici appaiono sotto forma di visioni nel cielo. Una volta tornata a terra la ragazza salta giù dalla Stormbringer, la quale si divide in sette parti di altrettanti diversi colori.
Improvvisamente, «quella che potrebbe essere descritta solo come una bomba atomica», secondo il saggista Takashi Murakami, disintegra una metropoli non popolata, lasciando dietro di sé una raffica di petali di ciliegio. Conseguenti terremoti e inondazioni sconvolgono il pianeta, mentre un raggio lanciato dalla Daicon attraversa l'atmosfera e dà vita a una vegetazione lussureggiante su tutto il territorio, ora popolato da una folla di personaggi immaginari della cultura popolare, cinematografici, fumettistici e letterari.

## Produzione

### La formazione del gruppo, Daicon 3 e la realizzazione del primo cortometraggio
Sul finire degli anni settanta Toshio Okada e Yasuhiro Takeda erano due giovani studenti universitari a Osaka, rispettivamente alla Osaka Electro-Communication University e alla Kinki University di scienze e tecnologia. Entrambi grandi appassionati di fantascienza, anime e tokusatsu, si iscrissero alle associazioni a tema fantascientifico della propria università. Questi circoli fungevano da gruppi di aggregazione per discutere liberamente dei propri interessi, scambiarsi informazioni, produrre fanzine, e partecipare a convegni sull'argomento, dove si andava formando in nuce la prima comunità di appassionati giapponesi che sarebbe stata successivamente individuata come fenomeno otaku. Okada e Takeda si incontrarono proprio nel corso di uno di tali convegni locali, la Seto-Con del 1978.

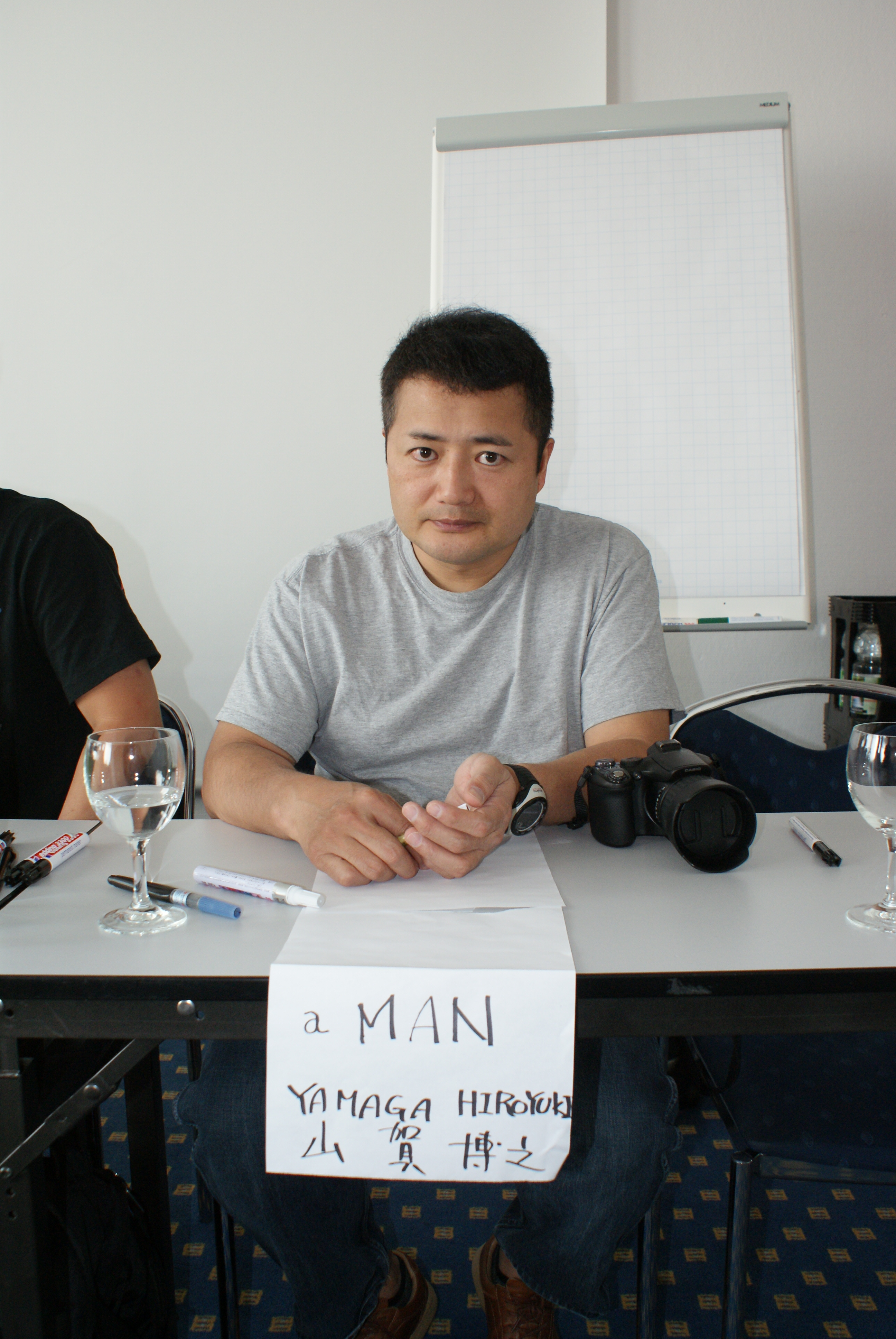
Hiroyuki Yamaga, regista dei due cortometraggi

Poiché all'epoca era consuetudine affidare l'organizzazione di questi raduni di fantascienza a gruppi studenteschi, associazioni o organizzazioni di appassionati del luogo, Okada e Takeda, dopo aver accumulato un po' di esperienza nell'allestimento di alcuni convegni minori, riuscirono ad entrare in contatto con numerosi interessati e nel 1980 si proposero come comitato organizzativo per curare la 20ª edizione del Nihon SF Taikai, il più importante convegno di questo tipo in Giappone, che si sarebbe svolta l'anno successivo a Osaka con il nome di Daicon 3. Durante i preparativi per l'evento il gruppo pensò di realizzare un cortometraggio anime per il tradizionale video d'apertura anziché prendere in prestito o acquistare materiale già edito, e reclutò quindi le matricole dell'Università di belle arti di Osaka Hideaki Anno, Hiroyuki Yamaga e Takami Akai, anche loro appassionati di fantascienza e di anime e con un po' d'esperienza alle spalle nella realizzazione di filmati animati. Il primo incontro tra Okada, Takeda, Anno e Yamaga avvenne in un caffè di Kyoto, in cui, come riportò Takeda nel libro The Notenki Memoirs, Anno stupì i due nuovi conoscenti schizzando su un blocchetto una breve sequenza animata stile flip-book di una powered suit:
(Yasuhiro Takeda)
Benché Anno, Yamaga e Akai fossero a conoscenza dei metodi necessari per realizzare un anime, le loro creazioni fino a quel punto si erano limitate a semplici animazioni su carta e non avevano pratica con la più complessa tecnica del rodovetro (cel); inoltre il gruppo non disponeva di fondi adeguati e dovette ripiegare su materiali e attrezzi alternativi o di scarsa qualità. I costosi cel di acetato di cellulosa necessari per l'animazione, ad esempio, vennero sostituiti con un rotolo di vinile acquistato direttamente in fabbrica per soli duemila yen. Tuttavia, dopo aver tagliato e preparato i cel i creatori gli artisti constatarono l'inutilità del vinile; la vernice che vi veniva stesa sopra faceva incollare tra di loro i fogli impilati e tendeva inoltre a staccarsi una volta seccata. I fori necessari ad allineare i cel e i fogli di carta B5 destinati all'animazione vennero poi fatti a mano con un semplice perforatore da ufficio.
La lavorazione del cortometraggio fu portata avanti in una stanza vuota della casa di Okada; la stanza era molto spaziosa, visto che fungeva anche da fabbrica per la ditta di famiglia. Il processo non aveva alcuna pretesa di professionalità né prevedeva una suddivisione dei ruoli precisa: a parte Anno, Yamaga e Akai, che erano i disegnatori e gli animatori principali e che svolsero la maggior parte del lavoro, ogni membro del comitato organizzativo di Daicon 3 contribuì come poteva con suggerimenti, colorazioni o ritocchi alle lastre, in un processo caotico, libero e creativo. Alla realizzazione del film vennero accreditati genericamente Anno, Yamaga e Akai, sebbene Takeda riportò che Okada si occupò maggiormente della produzione, Yamaga della regia, Akai del character design e Anno del mecha design. Per l'aspetto del mecha questi si ispirò alla tuta potenziata disegnata da Kazutaka Miyatake dello Studio Nue per l'edizione giapponese del romanzo del 1959 di Robert A. Heinlein Fanteria dello spazio, che in Giappone era diventata l'archetipo di questo tipo di powered suit. Le riprese furono eseguite con una fotocamera montata su un treppiede e girate su pellicola da 8 millimetri; data l'assenza di una scheda di temporizzazione i fotogrammi furono organizzati da Anno in solitaria. Come sottofondo musicale vennero scelti i brani Prologue (プロローグ?), tratto dall'album del 1981 Cosmos di Yūji Ōno, Runaway di Bill Conti, facente parte della colonna sonora del film Solo per i tuoi occhi, e Life or Death di Kōichi Sugiyama.
Il team lavorò a tempo pieno per circa cinque mesi e ultimò il filmato giusto in tempo per la presentazione alla manifestazione: esso, della durata di cinque minuti e denominato Daicon III Opening Animation, venne mostrato all'apertura di Daicon 3 il 22 agosto 1981 ottenendo un'ottima risposta da parte della platea in cui erano presenti millecinquecento spettatori. Per animare il convegno e recuperare in parte le spese di produzione lo staff decise di produrre e mettere in vendita alcuni oggetti di merchandising, che erano una sostanziale novità per i seminari di questo genere in Giappone e che si vendettero sorprendentemente bene.

### Il post-Daicon 3 e la realizzazione diDaicon IV Opening Animation
Okada, colpito dal successo che aveva registrato il merchandising alla conferenza e convinto che vi fosse un mercato per questo genere di prodotti, decise di abbandonare gli studi nel 1982 e di aprire con l'aiuto del padre un negozio nella sua abitazione, che chiamò General Products, ispirandosi al nome della società gestita dai Burattinai di Pierson, specie aliena che compare nel Ciclo dello Spazio conosciuto dello scrittore statunitense Larry Niven. Quindi, con il supporto di Takeda, di alcuni amici universitari e di altri conoscenti, si specializzò in garage kit e materiale legato agli anime e ai tokusatsu.
Intanto Anno e Yamaga furono ingaggiati dallo Studio Nue per lavorare come animatori all'anime Fortezza superdimensionale Macross; si trasferirono quindi per un periodo a Tokyo, dove conobbero i colleghi Mahiro Maeda e Yoshiyuki Sadamoto. Il loro entusiasmo per il mondo dei convegni di fantascienza non si era però esaurito, e quando venne annunciato che Osaka avrebbe ospitato la 22ª edizione del Nihon SF Taikai, Daicon 4, nel 1983, il gruppo di amici decise di candidarsi nuovamente per organizzare l'evento, forte del successo ottenuto con il precedente.
In previsione di Daicon 4, nella primavera del 1982 il team fondò la Daicon Film, un piccolo studio cinematografico allo scopo di realizzare cortometraggi da mostrare alla manifestazione e di attirare altri interessati, cementificare il comitato esecutivo e mettere in piedi una struttura organizzativa ben oliata per l'evento, «per crescere e imparare a lavorare come un team». Reinvestendo i guadagni dell'attività General Products e delle vendite di copie di Daicon III Opening Animation, nel giro di un anno la casa di produzione realizzò i corti in 8 mm Kaiketsu Notenki (快傑のうてんき?) di Takeda, Aikoku Senpai Dainippon (愛國戰隊大日本?) di Akai e Kaettekita Ultraman (帰ってきたウルトラマン?) di Anno, parodie live action di pellicole con effetti speciali e di genere tokusatsu e super sentai. Inoltre, dato l'ottimo esito di Daicon III Opening Animation, il gruppo decise di realizzare un video di apertura anche per il nuovo evento, ancora più elaborato del precedente.

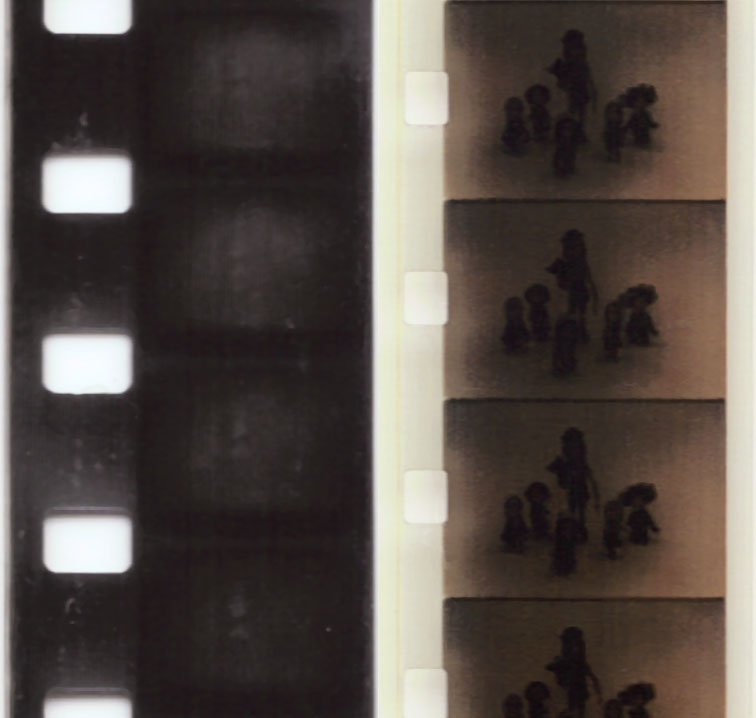
Pellicole di, calibro con cui vennero realizzati entrambi i cortometraggi

Lo studio di lavorazione di Daicon IV Opening Animation venne approntato in un piano appositamente affittato di un vecchio palazzo di Osaka noto come Hosei Kaikan, di proprietà di una cooperativa tessile. Poiché l'edificio veniva chiuso tutti i giorni alle 21:00 fino alla mattina successiva i membri dello staff furono spesso costretti a trascorrere intere notti chiusi nello studio, in uno spazio sovraffollato, d'estate e senza aria condizionata. Rispetto al video precedente la produzione fu molto più organizzata e professionale, grazie all'esperienza maturata dal gruppo nel frattempo e al coinvolgimento di nuovi animatori di talento come Maeda e Sadamoto. Yamaga ricoprì ancora una volta il ruolo di regista; Anno e Akai quello di direttori dell'animazione. Toru Saegusa ideò la grafica, e Yoshiyuki Sadamoto, Mahiro Maeda, Norifumi Kiyozumi si occuparono dell'animazione vera e propria, con ulteriori sequenze animate che vennero svolte da Ichirō Itano, Toshihiro Hirano, Narumi Kakinouchi, Sadami Morikawa e Kazutaka Miyatake.
L'ambizioso progetto iniziale prevedeva un corto della durata di un quarto d'ora, con un'ambientazione originale e realizzato in 16 millimetri; le difficoltà tecniche nella lavorazione però spinsero il team a ridurre considerevole il minutaggio a una lunghezza equiparabile a quella del video precedente e a usare ancora una volta una pellicola da 8 mm. Il risultante Daicon IV era così diviso in due parti: i primi novanta secondi vennero pensati come un prologo, che riassumesse il precedente video, con il brano Noah's Ark del compositore nipponico Kitarō come accompagnamento musicale; al termine di quest'introduzione la Daicon parte per un viaggio interstellare sulle note del brano Prologue della Electric Light Orchestra, il cui testo compare in sovrimpressione alla sequenza, a cui seguono i singoli Twilight e Hold On Tight, tutti e tre provenienti dall'album Time. Osamu Tezuka era all'epoca molto attivo nel campo del fandom fantascientifico e aveva avuto modo di visionare Daicon III, esprimendo apprezzamenti per l'opera ma lamentando velatamente il fatto che tra tanti omaggi a opere di fantasia mancassero del tutto i suoi personaggi; Akai e Yamaga decisero allora di rimediare inserendoli in Daicon IV a fianco a una serie di riferimenti ancora più numerosi e variegati a prodotti e personaggi di fantascienza e della cultura pop.
Anche Daicon IV Opening Animation venne completato all'ultimo momento, giusto in tempo per essere proiettato all'apertura del convegno Daicon 4 il 20 agosto 1983. Questa si rivelò come il più grande convegno sul tema fino a quel momento in Giappone, registrando più di quattromila presenti. L'alto numero di partecipanti, unito al fatto che il gruppo Daicon aveva prodotto una sola copia della pellicola, spinse all'allestimento di più proiezioni successive e gli spettatori vennero scaglionati. Daicon IV generò ancora più clamore ed entusiasmo del filmato precedente e contribuì a rendere il convegno un successo.

## Distribuzione

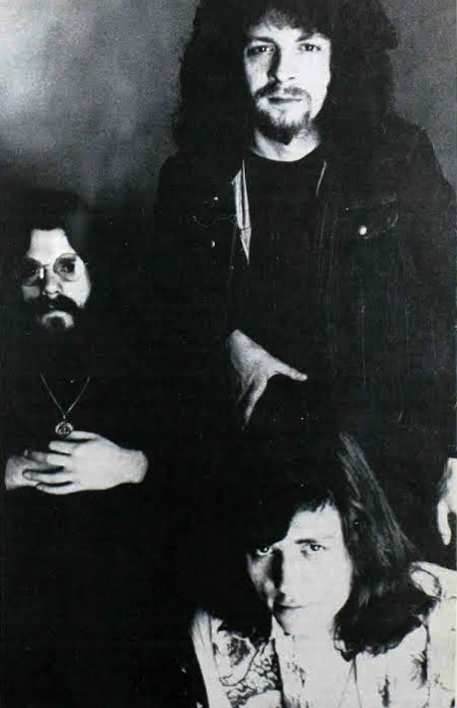
La Electric Light Orchestra

Daicon III Opening Animation era stato pensato per essere proiettato solamente alla relativa manifestazione, ma l'entusiasmo generato dal passaparola dei partecipanti e da un articolo dedicato sulla rivista Animec spinse i realizzatori a commercializzarne delle copie. La vendita aveva inoltre il fine di sanare le spese di produzione non soltanto del corto stesso, ma anche del convegno, che erano stati interamente finanziati con i risparmi privati del comitato organizzativo; dal guadagno ci fu anche un piccolo surplus che venne reinvestito nelle produzioni della Daicon Film e di Daicon IV. Il video fu distribuito in videocassette, insieme a del materiale bonus quale disegni, storyboard e fotogrammi originali. Lawrence Eng, antropologo coreano-statunitense autore di numerose pubblicazioni sulla cultura otaku, sottolinea come questi prodotti legati a Daicon III possano essere considerati il primo esempio di original anime video, ancor prima di Dallos di Mamoru Oshii, prodotto due anni più tardi.
A causa di problemi legati all'utilizzo di soggetti e musiche protetti da copyright una distribuzione ufficiale delle due opere risultò sempre impraticabile. Nel 1988 Daicon Film produsse tuttavia un laserdisc intitolato Daicon III and IV Opening Animation e contenente entrambi i video, un filmato making of e il fan film Yamata no Orochi no gyakushū (八岐之大蛇の逆襲?). Per aggirare i problemi di copyright venne distribuito solo come allegato a un artbook dedicato alla realizzazione dei due filmati dal costo di 16000 ¥ e con la dicitura "not for sale". È pertanto un oggetto considerato raro e dall'alto valore collezionistico, con cifre di vendita oscillanti tra i 1000 $ e 1500 $. Ne venne prodotta anche una versione in videocassetta con un diverso corto in aggiunta, Kaiketsu Nōtenki.
Nel 1989 la Gainax tentò di esportare le due opere negli Stati Uniti tramite la propria divisione General Products USA e cercò quindi di assicurarsi i permessi necessari da Playboy per l'uso della figura della coniglietta e dalla Electric Light Orchestra per le musiche; ma il periodico non diede il suo consenso e così il progetto saltò. Lo stesso gruppo non venne neanche contattato dalla Gainax.
Nel 2021 un gruppo di appassionati si organizzò per realizzare una versione restaurata di Daicon III Opening Animation, lavorando sotto il nome collettivo di FemboyFilms (poi Kineko Video). Partendo da una copia in 8 mm del corto, i fan operarono su ogni fotogramma per correggerne la colorazione sbiadita e i danneggiamenti dovuti al tempo e all'usura. Il risultato finale doveva essere pubblicato ad agosto dello stesso anno, ma la Gainax notificò il team di un avviso di Cease and desist. David, uno dei fondatori di FemboyFilms, dichiarò al sito Polygon di esserne rimasto sorpreso, perché «a causa della situazione estremamente complicata del copyright, avevamo ipotizzato che Gainax non sarebbe stata in grado di rivendicare la proprietà del film in modo tale da giustificare l'interruzione del lavoro»; in più «uno dei produttori del film, Akai Takami, ci ha seguito e ha apprezzato la maggior parte dei nostri tweet riguardanti il restauro, facendoci pensare che approvasse il lavoro». Successivamente, venne rivelato che lo studio d'animazione era in lavoro da diverso tempo ad una propria edizione restaurata di Daicon III Opening Animation, con il coinvolgimento anche di uno dei creatori originari.

## Analisi e interpretazioni
I realizzatori e la critica si espressero in merito allo stile, le tematiche e le interpretazioni dei due filmati. Il saggista statunitense Thomas LaMarre individuò nella densità di informazioni, nella rapidità con cui si susseguono i tagli e nell'azione frenetica delle esplosioni le caratteristiche principali dei corti.
In Daicon III il bicchiere d'acqua che la protagonista custodisce è al centro degli scontri. Per Okada esso simboleggia l'«opportunità»; quindi, per l'antropologo Lawrence Eng, il significato del lavoro sarebbe quello di «fare il miglior uso delle proprie opportunità, opponendosi a coloro che cercano di sottrar[cele]», così come la ragazzina combatte contro chiunque voglia rubarle il bicchiere. Al centro di Daicon IV vi è invece il tema della "distruzione e rigenerazione", in cui il mondo viene devastato da un'esplosione di tipo nucleare, per poi essere ripristinato dal raggio dell'astronave Daicon, che rappresenterebbe la forza rinnovatrice degli otaku o la speranza in un futuro in cui un nuovo ordine tecnologico riesca a instaurare un equilibrio con la natura. L'opera assume così il valore di un manifesto della rivoluzione visiva propugnata dai realizzatori e di una sorta di testamento nella loro fede incrollabile nelle possibilità espressive e d'immaginazione del mezzo animato.

## Accoglienza e influenza culturale
Daicon III e Daicon IV Opening Animation vennero accolti con entusiasmo alle rispettive manifestazioni ed elogiati per l'energia e l'ambizione che i creatori vi avevano infuso e per la loro qualità insolitamente elevata per dei filmati amatoriali, stupendo anche animatori professionisti che rimasero impressionati dalla caratura artistica delle animazioni dei missili, delle esplosioni, dei mecha e delle astronavi. Al team di animatori venne riconosciuta l'abilità di aver ottimizzato gli scarsi mezzi a loro disposizione. LaMarre, all'interno del suo libro The Anime Machine: A Media Theory of Animation del 2009, scrisse che:

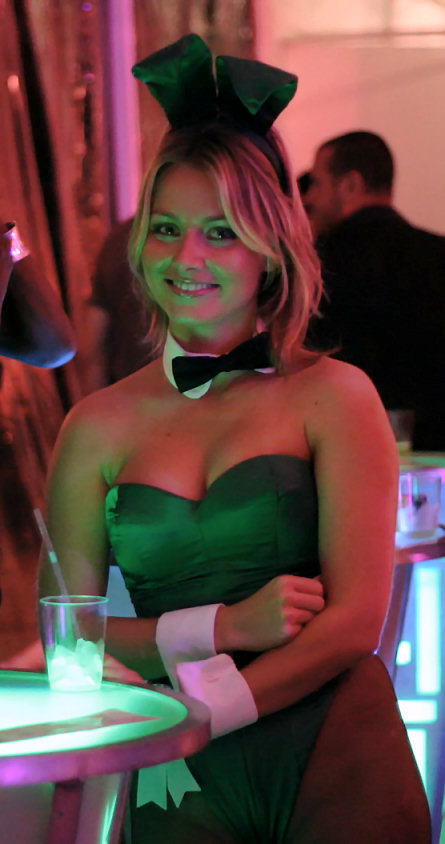
Un costume da coniglietta di Playboy, molto simile a quello della protagonista di Daicon IV

Nel 2001 il periodico Animage classificò tutte e due le opere sotto il titolo unificato di Daicon al trentacinquesimo posto della classifica dei migliori cento anime di tutti i tempi. Esse non furono esenti da critiche negative: già all'interno dei convegni dell'epoca vennero bollate come banali eventi commerciali e Okada fu accusato di pensare alla fantascienza come a un qualcosa di troppo personale, tanto che lo scrittore Yasutaka Tsutsui ironizzò dicendo che sugli eventi da lui organizzati andasse lanciata una bomba atomica. A posteriori gli stessi autori si espressero con toni duri nei confronti dei video: al FanimeCon del 2007 Yamaga ammise che nutriva verso di essi un misto di orgoglio e di avversione. Akai, dal canto suo, aggiunse di non volerli rivedere: «Il solo pensiero mi fa venire la pelle d'oca».
Gli eventi Daicon 3 e Daicon 4 si rivelarono influenti nel campo delle manifestazioni e del fandom fantascientifici: segnando la norma per tutti i successivi convegni di questo tipo, essi attrassero, attraverso i due corti d'apertura, l'interesse di nuovi e giovani appassionati (successivamente definiti otaku) e concorsero a far percepire l'animazione come una valida forma d'arte e di intrattenimento nel campo della fantascienza e della cultura mainstream. Contribuirono inoltre a far affermare il mercato del merchandising e dei prodotti correlati. L'ottimo risultato ottenuto agli eventi e con General Products spinse Takeda a fondare il Wonder Festival, una fiera di portata nazionale definita come «una specie di mercato delle pulci per modellini», che incontrò grande seguito e divenne un evento semestrale fisso.
L'esperienza maturata dal gruppo nell'organizzazione dei due Daicon e nella realizzazione dei filmati fu fondamentale nel lanciare le carriere di Okada, Takeda, Anno, Yamaga, Akai, Sadamoto e Maeda, che di lì a poco avrebbero fondato lo studio Gainax per cimentarsi professionalmente nel campo dell'animazione. Le idee iniziali per Daicon IV Opening Animation confluirono inoltre nel primo lungometraggio della nuova compagnia: Le ali di Honneamise. Secondo Dani Cavallaro, saggista statunitense autrice di The Art Of Studio Gainax: Experimentation, Style and Innovation at the Leading Edge of Anime del 2008, già nella coppia di opere sono individuabili in nuce alcune delle caratteristiche che avrebbero contraddistinto il futuro studio d'animazione e che sono fondamentali per inquadrare le sue origini come studio «di appassionati per appassionati»: in particolare, il ricorso a una vasta gamma di «simboli visivi particolarmente vividi e di allusioni intertestuali» selezionati con cura, scenari complessi e stratificati, e una sconfinata passione per gli elementi, il linguaggio e le immagini propri della fantascienza.
I due filmati entrarono a far parte della cultura otaku sin dalla loro proiezione e finirono per diventarne un simbolo. Sono considerate delle opere iconiche e di culto, venendo più volte omaggiate in produzioni cinematografiche e televisive giapponesi successive. La protagonista, soprannominata "Daicon Girl" o "Bunny Girl" venne ripresa da Gainax per la creazione dei suoi primi personaggi femminili, quali Noriko di Punta al top! - GunBuster (1988) e Misty May di Otaku no video (1991), e citate in altri prodotti animati, come nel quinto episodio (Brittle Bullet) dell'OAV del 2000 FLCL, in cui la protagonista Haruko Haruhara, con indosso un costume da coniglietta rossa, ad un certo punto vola su un basso elettrico e urla "Daicon V!" prima di attaccare un robot gigante con una fionda.
I titoli di testa del dorama del 2005 Densha otoko e dell'anime che vi compare, Getsumento heiki mīna (月面兎兵器ミーナ?), fanno esplicitamente riferimento a Daicon IV, presentando una ragazza che indossa un costume simile a quello da coniglietta e la canzone Twilight in sottofondo. La sequenza fu realizzata dallo studio Gonzo, di cui facevano parte diversi membri fuoriusciti da Gainax, tra cui anche Mahiro Maeda, che in questo modo intendevano onorare i video. Dal 2008 al 2016 il concorso Anime Music Video della manifestazione statunitense Otakon si aprì con un AMV nel quale venivano riutilizzate alcune sequenze della pellicola. Nel corso della settima edizione della MikuMikuDance Cup, nel 2011, venne presentato un remake in animazione in grafica 3D di Daicon IV ad opera di PonpokoP, con Hatsune Miku nei panni della Bunny Girl. Infine, nell'OAV Cassette Girl della serie Nihon animator mihon'ichi, il regista Hiroyasu Kobayashi inserì un mecha ispirato a quello di Anno e una sequenza in cui la protagonista veste il costume da coniglietta.

## Merchandising

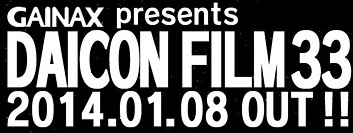
Logo del progetto Daicon Film 33

I due cortometraggi videro la creazione di alcuni articoli di merchandising dedicati. General Products realizzò diversi garage kit della Daicon Girl, sia come studentessa, Daicon III no onnanoko (DAICON Ⅲ の女の子?) in metallo e in scala 1:12, sia come Bunny Girl, Daicon IV no onnanoko (DAICON Ⅳ の女の子?), disponibile in due versioni: in resina e in metallo, entrambe in scala 1:12. L'azienda Kaiyodo produsse nel 1983 un modellino in scala 1/6 della Bunny Girl realizzato dallo scultore Bome e nell'estate 2001, in tiratura limitata per il convegno SF2001 tenutosi al centro Makuhari Messe di Chiba, un modellino della Daicon Girl studentessa ideato da Yuki Oshima. Le due figure vennero ripubblicate a marzo 2015 all'interno del kit Daicon III & Daicon IV no onnanoko fukkokuban resin cast kit (DAICON Ⅲ & DAICON Ⅳ の女の子 復刻版レジンキャストキット?) al prezzo di 12000 ¥.
Nel 2014 Gainax avviò un progetto per celebrare il trentatreesimo anniversario della nascita di Daicon Film, chiamato Daicon Film 33. L'idea era quella di realizzare un «revival di Daicon Film», accompagnato dall'uscita di vari articoli di merchandising legati alle creazioni dello studio, tra cui soprattutto Daicon III e Daicon IV. Per l'occasione vennero prodotte magliette, felpe, gonne, cover telefoniche, borse e una nuova illustrazione della Daicon Bunny Girl, disegnata da Takami Akai e messa in mostra anche sul sito di Gainax.